# 전몰자의 계곡

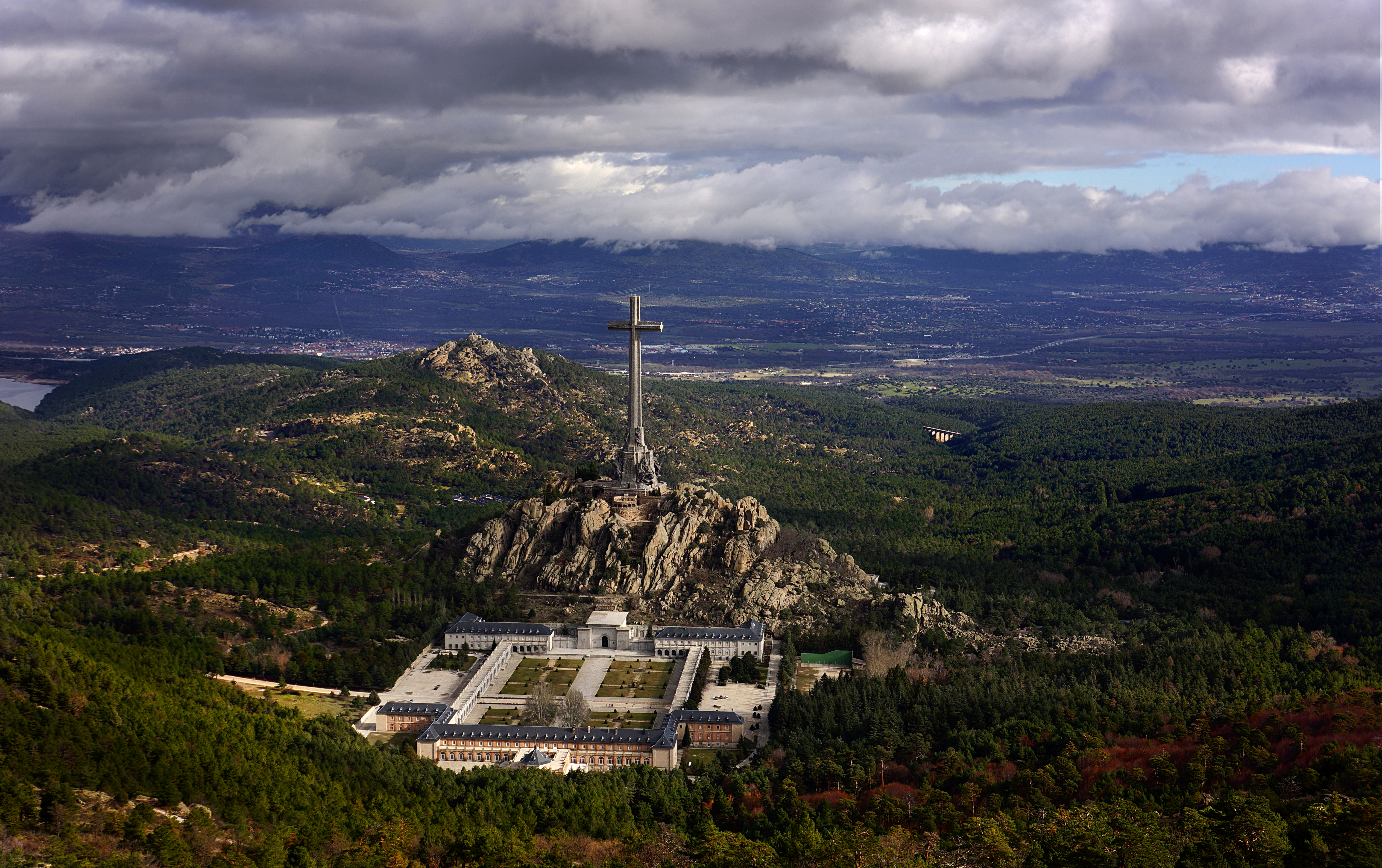
전몰자의 계곡 전경

전몰자의 계곡(El Valle de los Caídos)은 마드리드 서북쪽 54km, 해발 1,000m의 과다라마 산맥 남쪽 기슭에 위치한 스페인의 국립기념물이다. 독재자 프란시스코 프랑코(Francisco Franco) 총통의 지시에 따라 스페인 내전 중 사망한 전몰자 5만명을 위해 국가 기념물로 만들자는 명목으로 만들었으나 실재로는 프랑코의 개인 묘소와 가톨릭 수도원으로 쓰여 비난 받았다. 이 곳엔 높이 152m의 세계 최대의 대형 십자가가 서 있다.

## 개요
전몰자 계곡의 공식 명칭은 Basílica Menor de la Santa Cruzdel Valle de los Caídos이다. 이 곳은 프랑코가 스페인 내전 당시 인민전선으로부터 가톨릭 신앙을 수호하기 위해 싸우다 숨진 국민파 희생자들을 추모하기 위해 묘지 인데 가운데에 150미터의 거대한 십자가 상을 세우고 성당과 납골당의 두 부분으로 이루어졌다.
스페인 사람들은 이 기념물이 스페인 내전에서 사망한 모든 전몰자들을 대표하는 것이 아니라고 생각해 기념물이 위치한 곳의 이름을 따 쿠엘가무로스기념물이라고 부르기도 한다. 마드리드 인근 다라마산맥의 쿠엘가무로스 계곡에 위치해 있다. 엘 에스코리알  (El Escorial)에서 북동쪽으로 10킬로미터 떨어진 곳이다.  개방 시간은 화요일~일요일 10:00~18:00시이다.

## 배경
1936년 발생한 스페인 내전에서 승리한 프랑코는 새로운 집단의례 (노래, 깃발, 거수경례, 가톨릭 의례) 등을 만들고 자유주의나 공화주의의 상징들을 지우고 파시스트 상징들로 교체했다. 프랑코는 또 에스파냐 전역에 자신의 이름을 딴 동상과 기념물을 대대적으로 건설하고, 국민 화합을 도모한다는 명분으로 좌파와 우파 전몰자 모두를 안장할 거대한 무덤을 만들기로 결정했다. 건립 승인은 1940년에 났지만 공사는 1942년에 시작해 1959년 4월1일에야 완공됐다. 약20년에 걸친 공사기간에 노동자들 2만여명이 동원됐고 대부분이 스페인 내전의 전쟁포로와 정치범들이었다.

## 규모
거대한 바위산을 뚫어 만든 바실리카는 길이가 260미터이고 최대 높이가 40미터이다. 이 바실리카 공간을 만들기 위해 4억 입방미터의 바위를
파내야 했는데 모두 포로들의 수작업으로 이루었다고 한다. 바실리카 위에는 높이150미터와 무게 20만톤의 거대한 십자가가 서있는데 얼마나 큰지 50킬로미터 떨어진 곳에서도 뚜렷이 보일정도다. 묘지를 조성하면서 바위산 정상에 높이 152.4m에 달하는 십자가를 세웠으며, 바위산의 두꺼운 암반을 250m나 뚫고 들어가 축구장 크기의 거대한 지하 성당도 함께 조성했다. 주요 시설물로는 지하 성당과 산책길 3만 평방미터, 폭 100미터의 화강암 계단이 있고 정면 입구에 높이 5m, 길이 12m의 검은 대리석으로 조각된 커다란 피에타(Pieta)가 있다. 지하성당의 총 길이는 262m이고 십자가 뒤편에 가톨릭 수도원이 자리 잡고 있다.

## 전몰자 계곡의 상징성
경북대 사학과 황보영조 교수는 《프랑코 정권의 기억 만들기와 그 기억의 변화》라는 논문에서 이 곳의 중요성을 그 상징성에 있다고 보았다. 그것은 1936년 봉기, 프랑코군의 승리, 독재 프랑코 체제의 상징이다. 이는 또한 국민군을 선의 수호자로 비유하고 공화군을 악의 세력으로 비유하는 역사 인식의 산물이다. 이러한 역사적 교훈에 따르면 스페인 내전은 해방전쟁이자 이단절멸전쟁이자 교황청의 축복 가운데 치른 악의 세력을 무찌른 십자군 전쟁이었다. 전몰자계곡은 또한 프랑코의 개인 능이기도 하고 프랑코주의를 그리워하는 집단이나 극우 세력의 성지이기도 하다. 프랑코체제의 기념일 7월18일, 11월 20일 등에는 이 곳의 수도원 공터에서 가톨릭 종교 행사와 정치 집회가 열리는 데 이 때는 입장료도 받지 않고 개방한다. 이 곳은 이렇듯 프랑코 체제를 그리워 하는 자들에게는 자신들의 이념을 재확인하는 장소였고 반대로 좌파세력에게는 참을 수 없는 모욕의 장소이다.

## 프랑코 사후
1975년 프랑코 총통 사망 이후 스페인 전역에서 민주화 운동이 일어난 후 ‘전몰자 계곡’은 프랑코 총통 개인을 위한 전승 기념관에 불과한 것으로 평가 받았다. 프랑코에 반대 해온 <프랑코독재희생자가족회>와 <프랑코체제반대투쟁복원회>, <역사적기억복원회> 같은 10여개의 단체들은 프랑코 체제를 처벌하고 희생자들을 인정해야 한다는 활동을 전개했다. 이들은 프랑코가 말살한 역사적 기억을 복원하기 위한 사업인 <역사적기억복원작업>을 주도하였는데 이 사업은 로드리게스 사파테로 총리가 2004년3월14일 총선에서 승리하면서 탄력을 받게 되었다.
2006년3월17일 유럽평의회상설위원회는 프랑코 정권에 대한 처벌을 만장일치로 승인하고 그 희생자들에게 적절한 예우를 하도록 에스파냐 정부에 촉구했다. 이 기구는 7월18일을 프랑코정권 처벌의 날로 바꾸고 전몰자 계곡에 독재의 탄압에 관한 상설전시장을 갖추며 희생자들을 위한 기념비를 세우고 범죄를 공식 조사하도록 요구했다. 이에 따라 이 들은 정부에 전몰자 계곡에서 프랑코 묘의 이전을 요구했으나 프랑코 유족측의 반대와 우파 정권인 국민당의 무성의로 지금까지 관철시키지 못했다.